# فيتور أوليفيرا (لاعب كرة قدم مواليد 2000)
فيتور أوليفيرا (مواليد 15 مارس 2000) هو لاعب كرة قدم برتغالي يلعب في مركز المهاجم في نادي سبورتينغ براغا.

## وصلات خارجية
- فيتور أوليفيرا (لاعب كرة قدم مواليد 2000) على موقع الاتحاد الأوربي (الإنجليزية)
- فيتور أوليفيرا (لاعب كرة قدم مواليد 2000) على موقع قاعدة بيانات كرة القدم.إي يو (الإنجليزية)
- فيتور أوليفيرا (لاعب كرة قدم مواليد 2000) على موقع ليكيب (الفرنسية)
- فيتور أوليفيرا (لاعب كرة قدم مواليد 2000) على موقع Soccerbase.com (لاعب) (الإنجليزية)
- فيتور أوليفيرا (لاعب كرة قدم مواليد 2000) على موقع Soccerway.com (الإنجليزية)